# گائو شینگجیان

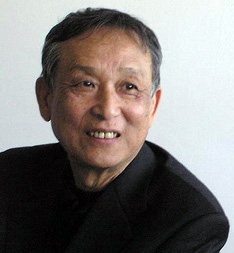
گائو شینگجیان در ۲۰۰۸

گائو شینگجیان (پینیین:Gao Xingjian) (به چینی: 高行健) (زاده ۴ ژانویه ۱۹۴۰)  داستان‌نویس و نقاش متولد کشور چین و داری ملیت فرانسوی برنده جایزه نوبل ادبیات سال ۲۰۰۰ است.
همچنین برای ترجمه (به ویژه برگردان آثار ساموئل بکت و اوژن یونسکو)، فیلم‌نامه‌نویسی و کارگردانی نمایش نیز شناخته شده‌است. او در سال ۱۹۹۸ ملیت فرانسوی را اختیار کرد.

## آثار
- کوهسار جان - رمانی که بر پایه سفر او به مناطق روستایی چین نوشته شده‌است.

## دستآوردها
- ۱۹۸۵، کمک‌هزینه تحصیلی DAAD، آلمان
- ۱۹۹۲، نشان هنر و ادبیات از وزارت فرهنگ فرانسه
- ۲۰۰۰، جایزه نوبل ادبیات
- ۲۰۰۱، دکترای افتخاری دانشگاه چینی هنگ کنگ
- ۲۰۰۱، دکترای افتخاری دانشگاه ملی سون یات سن
- ۲۰۰۱، دکترای افتخاری دانشگاه چیائو چیائو تونگ
- ۲۰۰۲، دریافت لژیون دونور از ژاک شیراک، رییس‌جمهور وقت فرانسه
- ۲۰۰۳، l'Anne Gao Xingjian، شهر مارسی
- ۲۰۰۵، دکترای افتخاری دانشگاه ملی تایوان
- ۲۰۰۶، نشان شیر از کتابخانه عمومی نیویورک